# Brea Pozo
Brea Pozo is een plaats in het Argentijnse bestuurlijke gebied San Martín in de provincie Santiago del Estero. De plaats telt 1.753 inwoners.